# 辻田淳一郎
辻田 淳一郎（つじた じゅんいちろう、1973年- ）は、日本の考古学者、九州大学准教授。

## 人物・来歴
長崎県生まれ。1996年九州大学文学部考古学専攻卒業、2001年同大学院比較社会文化研究科博士後期課程単位修得退学後、福岡県教育庁文化財保護課、2003年九州大学人文科学研究院専任講師をへて、2008年准教授。2003年「古墳時代開始期における銅鏡の研究」で博士（比較社会文化）。日本考古学専攻。

## 著書
- 『鏡と初期ヤマト政権』すいれん舎 2007
- 『同型鏡と倭の五王の時代』同成社 2018
- 『鏡の古代史』(角川選書) 2019

## 編書
- 『倭の五王の時代を考える-五世紀の日本と東アジア』吉川弘文館、2025年　ISBN　9784642084680

## 論文
- <辻田淳一郎